# Línea 2 del Biotren
La Línea 2 del Biotren es una de las dos líneas del sistema de ferrocarriles chileno Biotren, integrado al plan maestro de transportes del Gran Concepción, denominado Biovías. Actualmente conecta a las comunas de Concepción, San Pedro de la Paz y Coronel, consta de trece estaciones a lo largo de 39,8 kilómetros incluyendo la Estación Concepción que combina con la Línea 1.
Esta línea se inauguró junto a la remodelación del Biotrén el 24 de noviembre de 2005, en presencia del presidente Ricardo Lagos, teniendo como estación terminal la Estación Lomas Coloradas. Su extensión hasta Coronel se anunció en febrero de 2013, y se inauguró el 29 de febrero de 2016, siendo la actual estación terminal la Estación Coronel.
Esta línea cruza el río Biobío a través del puente ferroviario Biobío, fundado a fines de 1889 y que dispone de 1886 metros de extensión.

## Historia
La Línea 2 del Biotrén se emplaza sobre una antigua línea de ferrocarriles, que ya existía desde fines del siglo XIX, que ya incluía al Puente ferroviario Biobío en Concepción para conectar a la ciudad de Concepción con las minas de carbón en Lota y el puerto en Coronel.
Esta línea se inauguró junto con la remodelación del servicio de Biotrén, como parte del sistema de Biovías, el 24 de noviembre de 2005, en presencia del presidente Ricardo Lagos, teniendo como estación terminal la Estación Lomas Coloradas. En febrero del 2014 comienza a operar de manera parcial la nueva Estación Alborada la cual es inaugurada oficialmente el 6 de marzo de 2014. La extensión hasta Coronel, anunciada en febrero de 2013 se inauguró el 29 de febrero de 2016, siendo la actual estación terminal la Estación Coronel. En enero de 2017, se inaugura la estación El Parque.
En 2016 se desarrollaron estudios de ingeniería para un eventual soterramiento de la vía férrea en el sector de la Estación Concepción, que combina con la Línea 1 y que se proyectaron finalizados a fines de 2017.

### Servicio expreso
Desde el 28 de febrero de 2022 inicia a operar el servicio «Expreso San Pedro», el cual entregará cobertura exclusiva a las estaciones Cardenal Raúl Silva Henríquez, Lomas Coloradas, El Parque, Costamar, Alborada, Diagonal Biobío y Juan Pablo II, todas estas pertenecientes a la comuna de San Pedro de la Paz. Los servicios serán de lunes a viernes en horarios acotados. Además existirá una variante de este servicio de doble sentido entre Intermodal Coronel y Juan Pablo II.

### Proyectos futuros
En 2016 se desarrolló un estudio de pre-factibilidad para la extensión del servicio hasta Lota. Ya para junio de 2018 se terminó el estudio de la factibilidad, obteniéndose un resultado aprobatorio. El entonces subsecretario de Transporte señaló que el estudio considera la extensión de la línea en 10 km y adición de estaciones en Playa Blanca y otra en Lota tienen una alta factibilidad en rentabilidad social.
El 10 de enero de 2023, el gobierno confirmó que estaba preparando la postulación del proyecto de extensión de la Línea 2 a Lota a la etapa de diseño durante 2023 y el posterior ingreso al Sistema de Evaluación Ambiental. En este mismo año se señaló que la extensión contaría con cinco nuevas estaciones: Coronel Sur, Playa Blanca, Cousiño, Chiflón y Lota. Playa Blanca seguiría en estudios.
El 1 de septiembre de 2024, EFE publicó el llamado a licitación para contratar el desarrollo de la ingeniería de Detalle y la realización del Estudio de Impacto Ambiental para la ampliación del servicio a Lota. El presidente Eric Martin señaló que se está abordando el tema de que la conexión Coronel-Lota presenta más dificultades porque hay túneles, obras de infraestructura y viviendas demasiado cerca de la línea ferroviaria existente, además de que se mantenía el compromiso de que el servicio llegue a Lota en 2029.

## Estaciones
Las estaciones de la Línea 2, en el sentido de centro a suroeste, son las siguientes:
| Estación                      | Inauguración            | Acceso para discapacitados | Ubicación                                       | Comuna              | Comb.                                         | Estación                  | Zona tarifaria |
| ----------------------------- | ----------------------- | -------------------------- | ----------------------------------------------- | ------------------- | --------------------------------------------- | ------------------------- | -------------- |
| Concepción                    | 24 de noviembre de 2005 | Acceso para discapacitados | Av. Padre Hurtado con Freire                    | Concepción          | Combinación con Línea 1 · Estación Intermodal | Terminal y de combinación | Zona 3         |
| Juan Pablo II                 | 24 de noviembre de 2005 | Acceso para discapacitados | Av. Pedro Aguirre Cerda (frente a Versluys)     | San Pedro de la Paz |                                               | De paso                   | Zona 6         |
| Diagonal Biobío               | 24 de noviembre de 2005 | Acceso para discapacitados | Av. Pedro Aguirre Cerda con Av. Diagonal Biobío | San Pedro de la Paz |                                               | De paso                   | Zona 6         |
| Alborada                      | 6 de marzo de 2014      | Acceso para discapacitados | Ruta 160 con Av. Michaihue                      | San Pedro de la Paz |                                               | De paso                   | Zona 6         |
| Costa Mar                     | 24 de noviembre de 2005 | Acceso para discapacitados | Ruta 160 con Tucapel                            | San Pedro de la Paz |                                               | De paso                   | Zona 7         |
| El Parque                     | 30 de enero de 2017     | Acceso para discapacitados | Ruta 160 (frente a Arauco Premium Outlet)       | San Pedro de la Paz |                                               | De paso                   | Zona 7         |
| Lomas Coloradas               | 24 de noviembre de 2005 | Acceso para discapacitados | Ruta 160 con Av. Portal de San Pedro            | San Pedro de la Paz |                                               | De paso                   | Zona 7         |
| Cardenal Raúl Silva Henríquez | 29 de febrero de 2016   | Acceso para discapacitados | Ruta 160 (frente a Itata)                       | San Pedro de la Paz |                                               | De paso                   | Zona 7         |
| Hito Galvarino                | 29 de febrero de 2016   | Acceso para discapacitados | Ruta 160 con Av. Galvarino                      | Coronel             |                                               | De paso                   | Zona 8         |
| Los Canelos                   | 29 de febrero de 2016   | Acceso para discapacitados | Manuel Montt con Cerro Zapaleri                 | Coronel             |                                               | De paso                   | Zona 8         |
| Huinca                        | 29 de febrero de 2016   | Acceso para discapacitados | Manuel Montt con Dos Oriente                    | Coronel             |                                               | De paso                   | Zona 9         |
| Cristo Redentor               | 29 de febrero de 2016   | Acceso para discapacitados | Manuel Montt con Darío Salas                    | Coronel             |                                               | De paso                   | Zona 9         |
| Laguna Quiñenco               | 29 de febrero de 2016   | Acceso para discapacitados | Carlos Prats (frente a Mall Arauco Coronel)     | Coronel             |                                               | De paso                   | Zona 10        |
| Coronel                       | 29 de febrero de 2016   | Acceso para discapacitados | Los Carrera (frente a Mercado Municipal)        | Coronel             | Estación Intermodal                           | Terminal                  | Zona 10        |